# Governació de Salfit
La Governació de Salfit (àrab: محافظة سلفيت, Muḥāfaẓat Salfīt; hebreu: נפת סלפית, Nafat Salfīt‎) és una de les 16 províncies de l'Autoritat Nacional Palestina. Està situada al nord-oest de Cisjordània, limita amb la governació de Ramal·lah i al-Bireh al sud, amb la governació de Nablus a l'est i amb la governació de Qalqilya al nord, així com, amb Israel a l'oest. La seva capital i ciutat més gran és Salfit. Segons l'Oficina Central Estadístiques de Palestina (PCBS), la província tenia 64.129 habitants a mitjan any 2006. En el cens d'aquesta mateixa institució realitzat en 1997, que va registrar 46.671 habitants, els refugiats representaven el 7,7% de la població total. Hi havia 23.758 homes i 22.913 dones.

## Localitats

- Biddya
- Bruqin
- Deir Ballut
- Deir Istiya
- Farkha
- Haris
- Iskaka
- Kafr ad-Dik
- Kifl Haris
- Marda
- Mas-ha
- Qarawat Bani Hassan
- Qira
- Rafat
- Sarta
- Yasuf
- az-Zawiya